# Dennery
Dennery är en kvartershuvudort i Saint Lucia. Den ligger i kvarteret Dennery, i den östra delen av landet. Dennery ligger 45 meter över havet och antalet invånare är 2 870. Den ligger på ön Saint Lucia.
Terrängen runt Dennery är huvudsakligen kuperad, men söderut är den platt. Havet är nära Dennery österut.ref name = "vp"/> 